# Dale Schlueter
Dale Wayne Schlueter (Tacoma, 12 novembre 1945 – Portland, 24 luglio 2014) è stato un cestista statunitense, professionista nella NBA.

## Carriera
Venne selezionato dai San Francisco Warriors al sesto giro del Draft NBA 1967 (63ª scelta assoluta).